# Belsay Castle

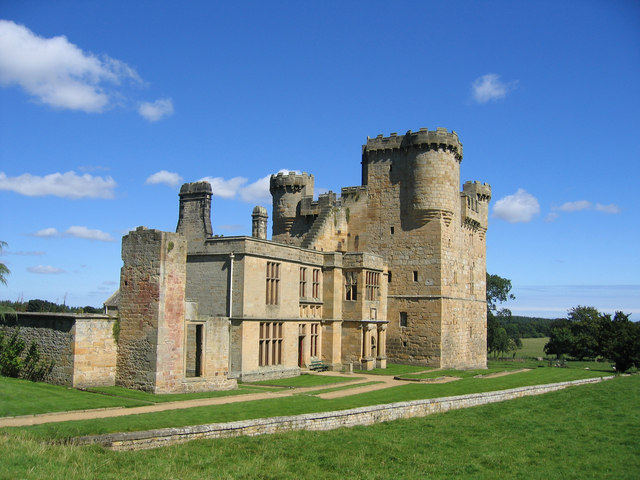
Belsay Castle

Belsay Castle ist eine mittelalterliche Burg aus dem 14. Jahrhundert. Sie liegt in Belsay in der englischen Grafschaft Northumberland. Sie gilt als Scheduled Monument und wurde von English Heritage als historisches Gebäude I. Grades gelistet. 2022 betrug die Besucherzahl von Belsay Hall Castle and Gardens etwa 66.000 Menschen.
Das Hauptgebäude, ein massiver, rechteckiger, dreistöckiger Pele Tower mit gerundeten Tourellen und Zinnen, wurde 1370 errichtet und war der Sitz der Familie Middleton. 1614 ließ Thomas Middleton ein neues Herrenhaus an den Turm anbauen. Ein Westflügel wurde 1711 hinzugefügt, wurde aber 1872 von Sir Arthur Middleton größtenteils abgerissen, als der Rest des Hauses wesentlich verändert wurde.
Anfang des 19. Jahrhunderts gab die Familie Middleton die Burg als Familiensitz auf, da Sir Charles Monck Belsay Hall ganz in der Nähe baute. Die Burg wird von Englisch Heritage verwaltet und ist öffentlich zugänglich. Die Innenräume wurden größtenteils ausgeräumt und die Burg als Folly genutzt, wie es bei der Aristokratie damals Mode war. Sie diente als Kulisse für Gartenpartys und andere Vergnügungen.